# Sint-Amanduskerk (Jupille)

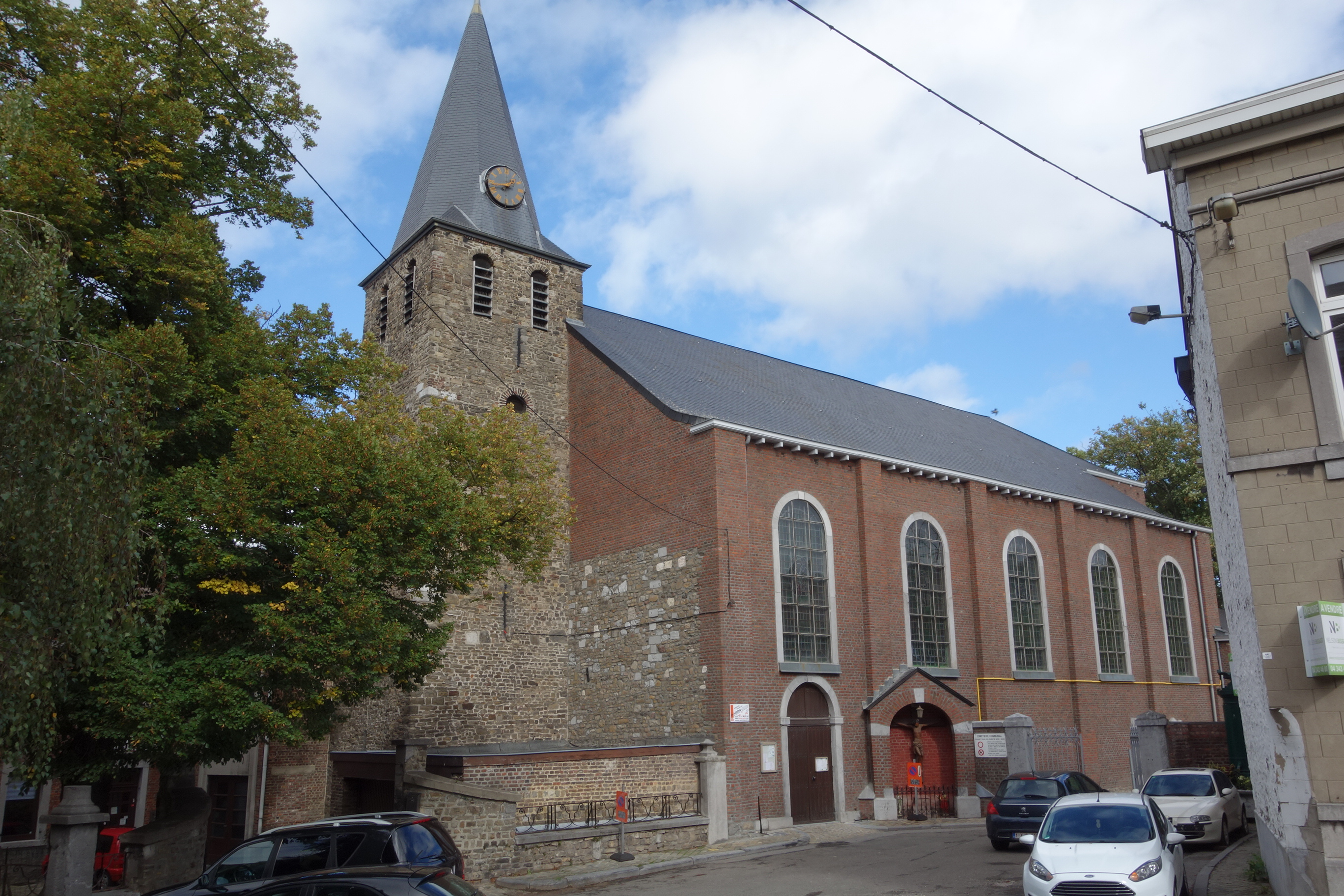
Sint-Amanduskerk

De Sint-Amanduskerk (Église Saint-Amand) is een parochiekerk, gelegen in de tot de gemeente Luik behorende plaats Jupille-sur-Meuse aan de Rue En Mi La Ville.

## Geschiedenis
Vanaf de 8e eeuw was er een kleine slotkapel, aan Sint-Amandus gewijd, die deel uitmaakte van de Karolingische burcht. In de 9e eeuw werd Jupille verheven tot parochie. De oorspronkelijke parochie omvatte het hele uitgestrekte Karolingische domein: Beyne-Heusay, Bressoux, Chênée, Fléron, Forêt, Grivegnée, Saive, Amercoeur en Longdoz. Later splitste hier acht filialen van af: Chênée, Fléron, Saint-Remacle-au-Pont, Grivegnée, Saive, Forêt, Souverain-Wandre en Bellaire. Uit een aantal hiervan sproten weer nieuwe parochies voort.

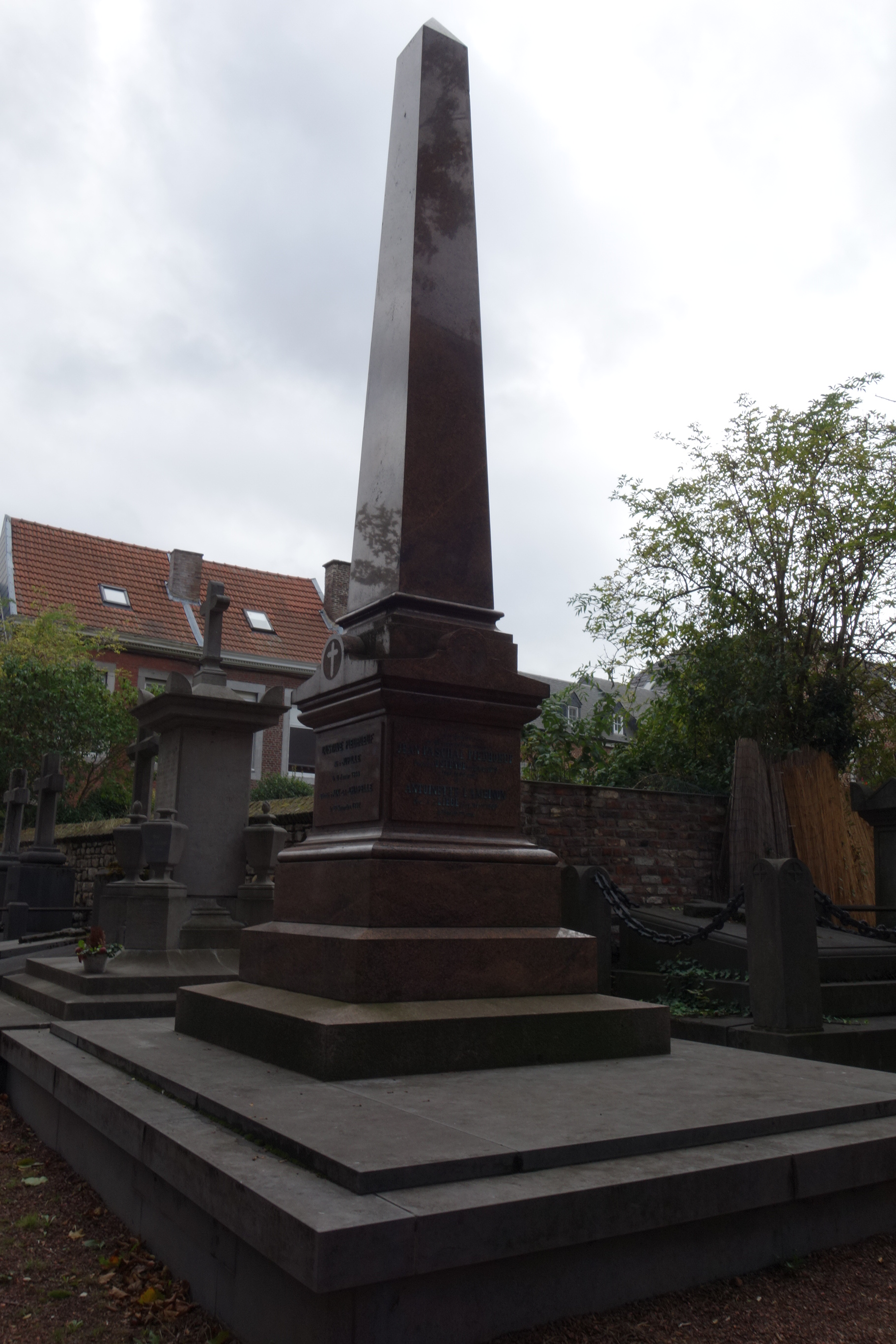
Grafmonument van de familie Piedboeuf

## Gebouw
Het huidige kerkgebouw maakt deel uit van een beschermd stadsgezicht en wordt omsloten door een kerkhof. Het bezit een toren in romaanse bouwstijl, mogelijk 11e-eeuws. Deze vierkante, voorgebouwde toren heeft drie geledingen en is opgetrokken in blokken kalksteen en zandsteen. De toren heeft nog enkele schietgaten.
Het schip en het koor zijn van 1835 en gebouwd in neoclassicistische stijl. Dit deel is opgetrokken in baksteen, met omlijstingen in kalksteen. Het schip is driebeukig. De scheiwanden rusten op pilaren met Toscaanse kapitelen. Het koor is driezijdig afgesloten.

## Interieur
De kerk heeft barokke zijaltaren uit het laatste kwart der 17e eeuw, en een hoofdaltaar uit 1763, afkomstig uit de Abdij van Val-Benoît. De eiken biechtstoelen, en de preekstoel, zijn van omstreeks 1750. Buiten de kerk vindt men een romaans doopvont uit het begin van de 13e eeuw.  Er zijn 17e-eeuwse grafstenen en enkele schilderijen, eveneens afkomstig van de Abdij van Val-Benoît.

## Kerkhof
Op het kerkhof bevindt zich onder meer het grafmonument van de familie Piedboeuf (1844-1897), waarboven zich een obelisk in rood graniet verheft, welke vervaardigd werd door de Düsseldorfse firma Nütten & Co.